# ندى طربيه سعد
ندى طربيه سعد ممثلة كوميدية لبنانية. تبرع في مجال تقليد المشاهير من المغنيين والممثلين.

## حياتها الفنية
بدأت التمثيل في برنامج «منع في لبنان» منذ 2001 على ال بي سي. بعدها شاركت في عديد المسرحيات الكوميدية من سلسلة «الشانسونيه». كما أنها غنت مع فرقة فور كاتس عام 2003. شاركت بعدها في عديد البرامج التلفزيونية مثل برنامج " 2.5 CBM" على شاشة MBC.

## وصلات خارجية
- ندى طربيه سعد على موقع قاعدة بيانات الأفلام العربية
- صفحة ندى طربيه في قاعدة بيانات الأفلام العربية